# Alfinete de chapéu

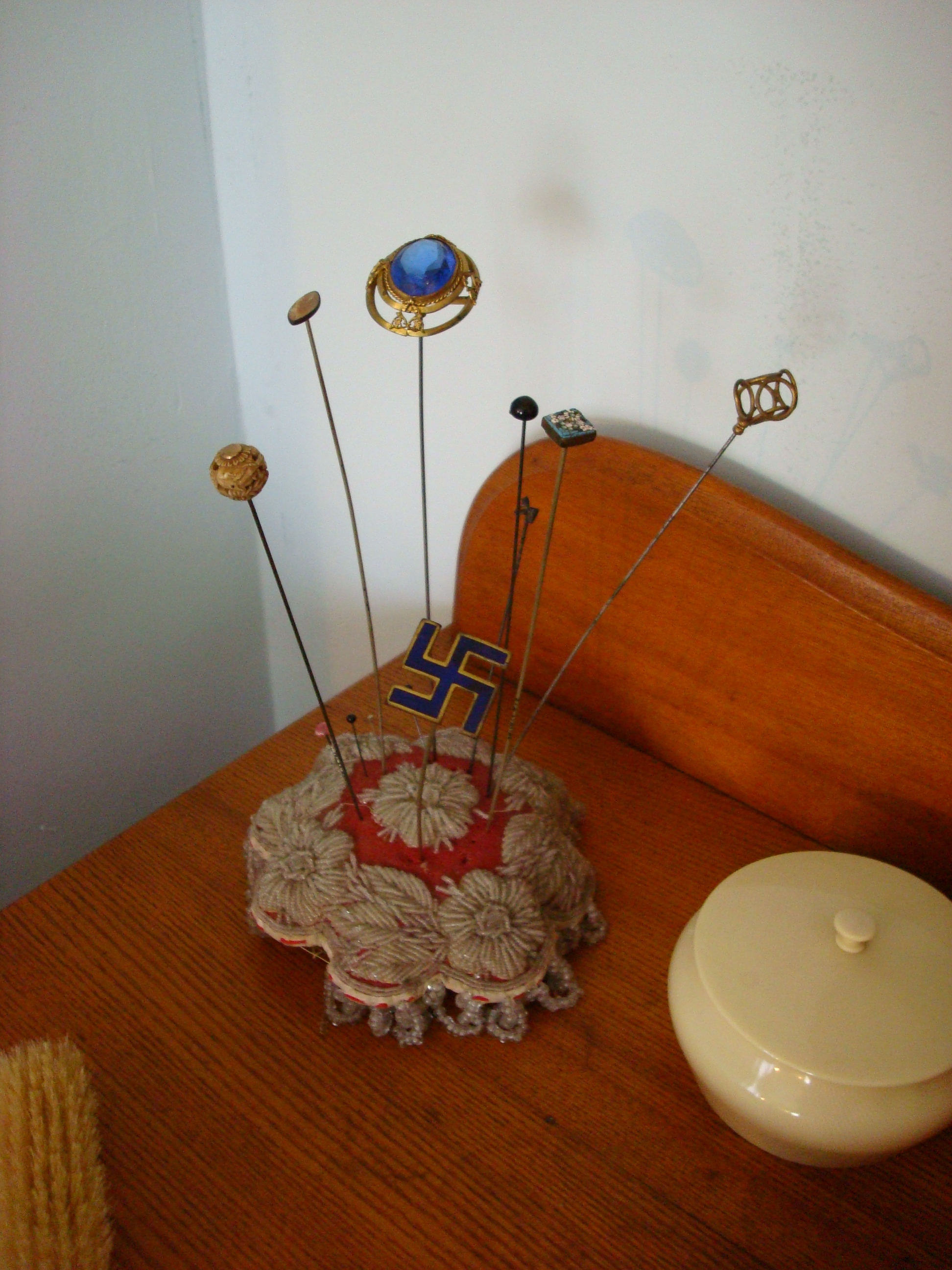
Alfinetes de chapéu do início do século XX

Um alfinete de chapéu é um alfinete decorativo para segurar o chapéu à cabeça, geralmente pelo cabelo. Esta peça é quase exclusivamente feminina. Tem, tipicamente, cerca de 20 centímetros de comprimento, sendo a cabeça a parte mais decorada. Originalmente, foi concebido para segurar véus e toucas. 
Até 1832 estes alfinetes eram feitos à mão, mas, nesse ano, uma empresa Americana concebeu a primeira máquina de manufatura destes objetos e, consequentemente, tornaram-se muito mais acessíveis. Durante a década de 1910 tornaram-se extremamente populares, sendo produzidos numa vasta gama de materiais e tipos. Em 1908 foi aprovada um lei na América que limitava o comprimento dos alfinetes, para prevenir a sua utilização como armas e, também na década de 1910, passaram-se a exigir coberturas para a ponta dos alfinetes, de forma a não ferir pessoas acidentalmente. Hoje, estes alfinetes são peças colecionáveis, sendo que existem a ''American Hatpin Society'' e a ''The Hat Pin Society of Great Britain'' para colecionadores dos Estados Unidos e do Reino Unido, respetivamente.

## História
Em lojas de antiguidades podem ver-se alfinetes de chapéu de comprimentos variados, que correspondem à sua época e tipo de chapéu. Os alfinetes de chapéu eram feitos de forma quase tão industrial no século XVII que um fabricante de Gloucestershire empregou mais de mil e quinhentas pessoas para a sua manufatura.
Durante o século XIX a indústria estabilizou-se, abatendo a produção dos alfinetes de chapéu que eram produzidos à mão para segurar véus e toucas e fazendo evoluir uma pequena indústria peculiar de alfinetes que era muito trabalhosa e intensiva e, portanto, lenta e cara. Eventualmente, Birmingham tornou-se o centro de produção de alfinetes. A sua fabricação foi estimulado pela Primeira Guerra Mundial sendo França o principal importador. Alarmado com os efeitos que as importações tiveram na balança comercial, o Parlamento Inglês aprovou uma lei que restringia a venda de alfinetes para dois dias por ano, no início de Janeiro.
A tendência popular para enormes chapéus extravagantes atingiu o seu apogeu durante a Era Eduardiana. Na década de 1900, os chapéus eram muito grandes e elaborados, a chapelaria de senhora apresentava peças elaboradas de tafetá, laços de seda, penas de avestruz coloridas, flores e ainda frutas artificiais. O sustentáculo do chapéu Eduardiano foi o alfinete engenhosamente ocultado. Como os chapéus eram feitos cada vez maiores, também cresciam os alfinetes. Podiam ser simples, para serem usados com qualquer chapéu, ou ornamentados, muitas vezes combinando com um chapéu em particular. Eram feitos de metais finos e joias.
Alguns exemplos antigos de alfinetes atingem trinta e três centímetros de comprimento e pareciam autênticos floretes de esgrima. A abundância de referências históricas do período Vitoriano demonstra que os alfinetes de chapéu eram popularmente considerados armas secretas e, inclusivamente, eram chamados de "arma das mulheres", sendo usados contra as depredações dos vândalos e brutos mal-educados. Tornaram-se tão letais que foi necessária a implementação de leis para limitar o tamanho dos alfinetes. Foram propostas leis contra alfinetes de chapéu de “comprimento excessivo”, ou o uso de alfinetes de chapéu sem tampas de proteção, nas cidades de Hamburgo, Berlim, Nova Iorque, entre outras. Pelo menos aparentemente, essas leis foram destinadas não só para proibir o uso de alfinetes de chapéu em autodefesa como para atenuar a incidência de lesões acidentais relacionadas com alfinetes de chapéu infligidas noutros passageiros inocentes em transportes sobrelotados.
Alguns jornais da época encontram-se relatos de mulheres ferindo atacantes masculinos com estocadas de alfinetes de chapéu. Por exemplo, de acordo com uma história do New York Times de 10 de janeiro de 1898, uma Miss Sadie Hawkins golpeou dois pretensiosos assaltantes, esfaqueando-os repetidamente nos braços e nas pernas com o seu alfinete, em socorro de um senhor chamado Symington, condutor de um elétrico, em Chicago. Os dois homens viram-se forçados a saltar do veículo em andamento para escapar daquele ataque violentíssimo.
Os alfinetes de chapéu foram ainda utilizados por sufragistas femininas, em protesto, contra polícias londrinos.
Nos anos 20 caíram quase em desuso. Aqueles que ainda se podiam ver não eram mais que pequenas decorações. Só no início dos anos 30 é que a moda voltou a avivar, mantendo-se até ao final dos anos 40. Nesta altura os alfinetes eram muito mais pequenos.
Os alfinetes de chapéu estiveram na moda e foram acessíveis. Posteriormente, como acontece com tudo o que eventualmente fica “fora de moda”, tornaram-se artigos de coleção.